# Pop Life (David Guetta)
Pop Life is het derde studio-album van de Franse dj David Guetta. Het werd uitgebracht door Virgin Records op 18 juni 2007.
De eerste single van het album was Love Is Gone. Daarna volgden Baby When the Light, Delirious, Tomorrow Can Wait en Everytime We Touch.

## Tracklist
1. Baby When the Light (met Cozi) — 3:27
2. Love Is Gone (met Chris Willis - Original Mix) — 3:06
3. Everytime We Touch (met Steve Angello en Sebastian Ingrosso) — 3:40
4. Delirious (met Tara McDonald) — 4:31
5. Tomorrow Can Wait (met Chris Willis vs. El Tocadisco) — 3:33
6. Winner of the Game (met JD Davis) — 3:02
7. Do Something Love (met Juliet) — 4:10
8. You're Not Alone (met Tara McDonald) — 3:54
9. Never Take Away My Freedom (met Chris Willis) — 4:09
10. This Is Not a Love Song (met JD Davis) — 3:46
11. Always (met JD Davis) — 4:00
12. Joan of Arc (met Thailand) — 4:00
13. Love Is Gone (met Chris Willis - Fred Rister & Joachim Garraud Radio Edit Remix) — 3:21

### Limited edition bonustracks
1. Don't Be Afraid — 3:16
2. Take Me Away — 4:25
3. Love Don't Let Me Go (Walking Away) (met Chris Willis) — 3:16